# セポチ川
セポチ川（ポルトガル語: Rio Sepoti）は、ブラジル連邦共和国の河川。
北西部のアマゾナス州を流れ、首都ブラジリアから約1,800km北西に位置する。流域は熱帯モンスーン気候であり、主に常緑広葉樹林が群生している。周辺には人はほとんど住んでおらず、人口密度は2人/km2に満たないが、1998年の時点では65人のテンハリムが居住していた。近隣の年間平均気温は23°C。10月が最も気温が高く平均24°C、4月が最も気温が低く平均22°Cである。平均年間降水量は2,848mm。2月が最も雨量が多く平均降水量は438mm、8月が最も雨量が少なく平均降水量は43mmである。

## 参照
- アマゾナス州の川のリスト（英語版）

| サブスタブ | この項目は、まだ閲覧者の調べものの参照としては役立たない、書きかけの項目です。この項目を加筆・訂正などしてくださる協力者を求めています。このテンプレートは分野別のサブスタブテンプレートやスタブテンプレート（Wikipedia:分野別のスタブテンプレート参照）に変更することが望まれています。 |